# Аппер-Піттсгроув Тауншип (Нью-Джерсі)
Аппер-Піттсгроув Тауншип (англ. Upper Pittsgrove Township) — селище (англ. township) в США, в окрузі Салем штату Нью-Джерсі. Населення — 3432 особи (2020).

## Демографія
Згідно з переписом 2010 року, у селищі мешкало 3505 осіб у 1247 домогосподарствах у складі 931 родини. Було 1310 помешкань
Расовий склад населення:
| - 94,9 % — білих - 2,2 % — чорних або афроамериканців - 0,4 % — корінних американців - 0,2 % — азіатів |

До двох чи більше рас належало 1,4 %. Частка іспаномовних становила 3,0 % від усіх жителів.
За віковим діапазоном населення розподілялося таким чином: 22,4 % — особи молодші 18 років, 61,9 % — особи у віці 18—64 років, 15,7 % — особи у віці 65 років та старші. Медіана віку мешканця становила 43,7 року. На 100 осіб жіночої статі у селищі припадало 102,6 чоловіків;  на 100 жінок у віці від 18 років та старших — 100,4 чоловіків також старших 18 років.
Середній дохід на одне домашнє господарство  становив 90 372 долари США (медіана — 90 042), а середній дохід на одну сім'ю — 97 797 доларів (медіана — 92 347). Медіана доходів становила 51 023 долари для чоловіків та 43 707 доларів для жінок. За межею бідності перебувало 7,1 % осіб, у тому числі 7,3 % дітей у віці до 18 років та 4,0 % осіб у віці 65 років та старших.
Цивільне працевлаштоване населення становило 1698 осіб. Основні галузі зайнятості: освіта, охорона здоров'я та соціальна допомога — 27,6 %, роздрібна торгівля — 10,1 %, транспорт — 8,7 %, будівництво — 8,4 %.